# Staroměstská (stanice metra)
Staroměstská (zkratka ST) je stanice metra v centru Prahy, nacházející se na lince A, na provozním úseku I.A. Veřejnosti byla otevřena 12. srpna 1978. Existovala i možnost, že se stanice pojmenuje Kaprova.

## Charakteristika stanice
Staroměstská je trojlodní ražená stanice, se zkráceným středním tunelem a s osmi páry prostupů na nástupiště nacházející se 28 m pod povrchem. Ze stanice vede jeden eskalátorový tunel do vestibulu pod Kaprovou ulicí, kde je možný přestup na tramvaje. Dříve se také uvažovalo o vybudování druhého vestibulu s vyústěním u Staroměstského náměstí – koncepce z roku 1987 počítala s jeho výstavbou v roce 1995, znovu se pak myšlenka objevila na konci 90. let, ale byla odložena na neurčito kvůli extrémně vysokým nákladům na jeho stavbu. Obkladem stanice je bílý kámen a v prostoru nástupiště červené a zlaté hliníkové eloxované výlisky. Výstavba stanice stála 265 milionů Kčs.
Dům „Na Kocandě“, sousedící s domem, v němž je jeden ze dvou vstupů do stanice metra Staroměstská, byl po dobu celé jedné generace v dezolátním stavu. V současnosti (červen 2017) je opravena fasáda a do konce roku 2017 by měla být hotova rekonstrukce celého domu. V budově mají opět být luxusní byty.

## Výzdoba
V letech 1978–1990 stanici zdobila mozaika Martina Sladkého „Vítězný únor“ doprovázená Florianovou básní „Únor 1948“: 
Po Staroměstském náměstí šly dějiny
šlo vítězství
už neplatí co zastara
Nový čas na orloji bije
ať třeba sněží na rafije
náš Únor patří do jara
Po pádu komunistického režimu byla tato výzdoba zakryta. Historií městské hromadné dopravy v Praze se zabýval Pavel Fojtík. 

### Externí odkazy

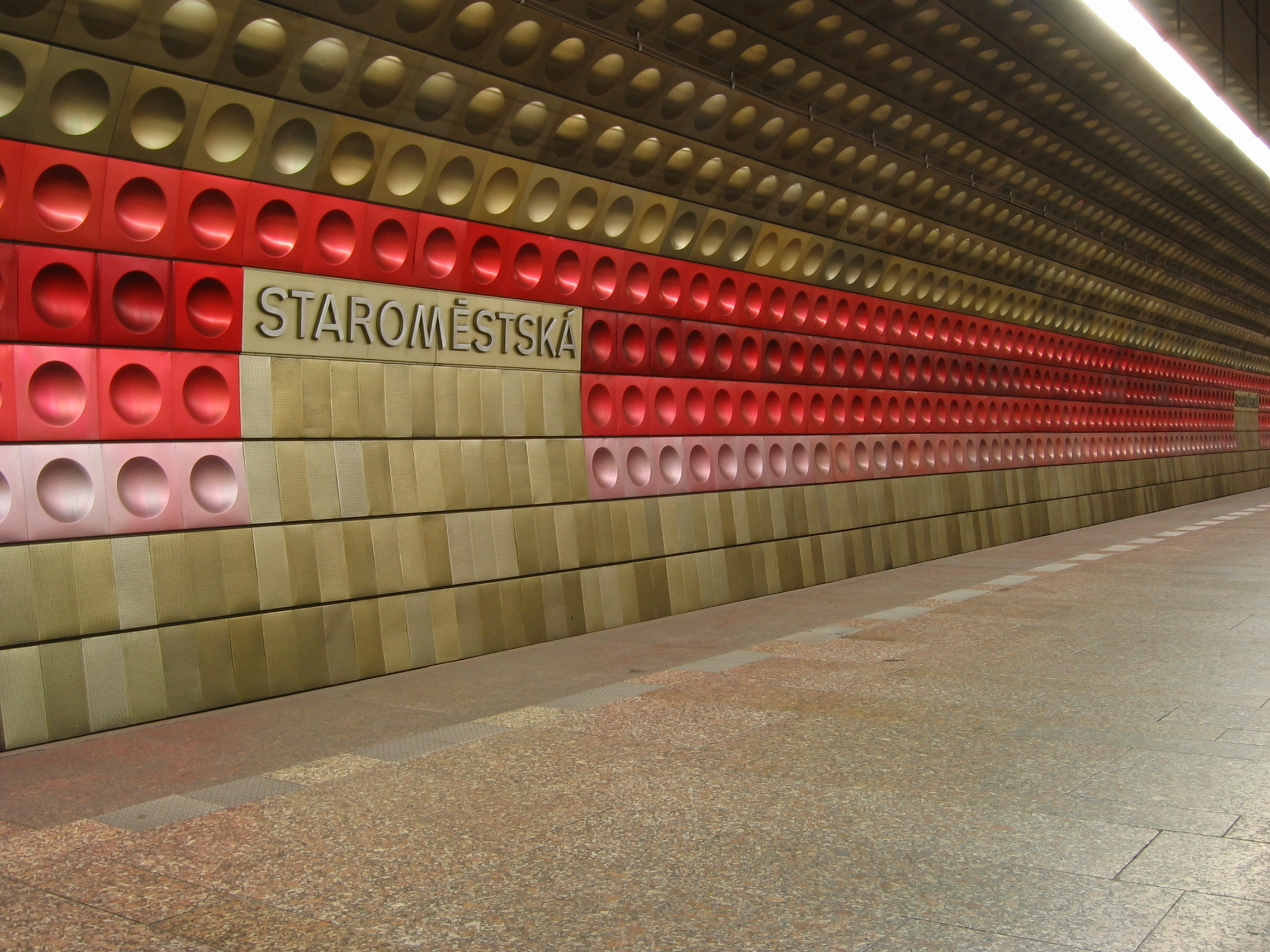
Výzdoba stanice